# Ternopil
Ternopil ou Tarnopol (em ucraniano:  Тернопіль, em polonês/polaco:  Tarnopol), é uma cidade no oeste da Ucrânia, localizada às margens do rio Seret.
Em 2022, a população era de 225 004 habitantes. A cidade é umas das mais importantes no lado ocidental do país.
Fundada em 1540 por um nobre polonês e comandante militar Jan Amor Tarnowski. Até 1772, parte da Polónia, então incorporada na Áustria após a primeira partilha da Polônia. Novamente parte da Polônia após reconquistar a independência de 1919 a 1939. Foi a capital da Voivodia de Tarnopol. Em 1939, ele foi ocupado pela União Soviética. Parte da Ucrânia desde 1991.

## Educação
Em Ternopil existem 30 escolas, 10 estabelecimentos de ensino superior.
Universidades de Ternopil
- Universidade Nacional da Ucrânia Ocidental
- Universidade Médica Nacional de Ternopil Ivan Horbachevsky
- Universidade Pedagógica Nacional de Ternopil Volodymyr Hnatyuk
- Universidade Técnica Nacional de Ternopil Ivan Pulyui

## Cidades Irmãs
- Prudentópolis, Brasil

## Imagens

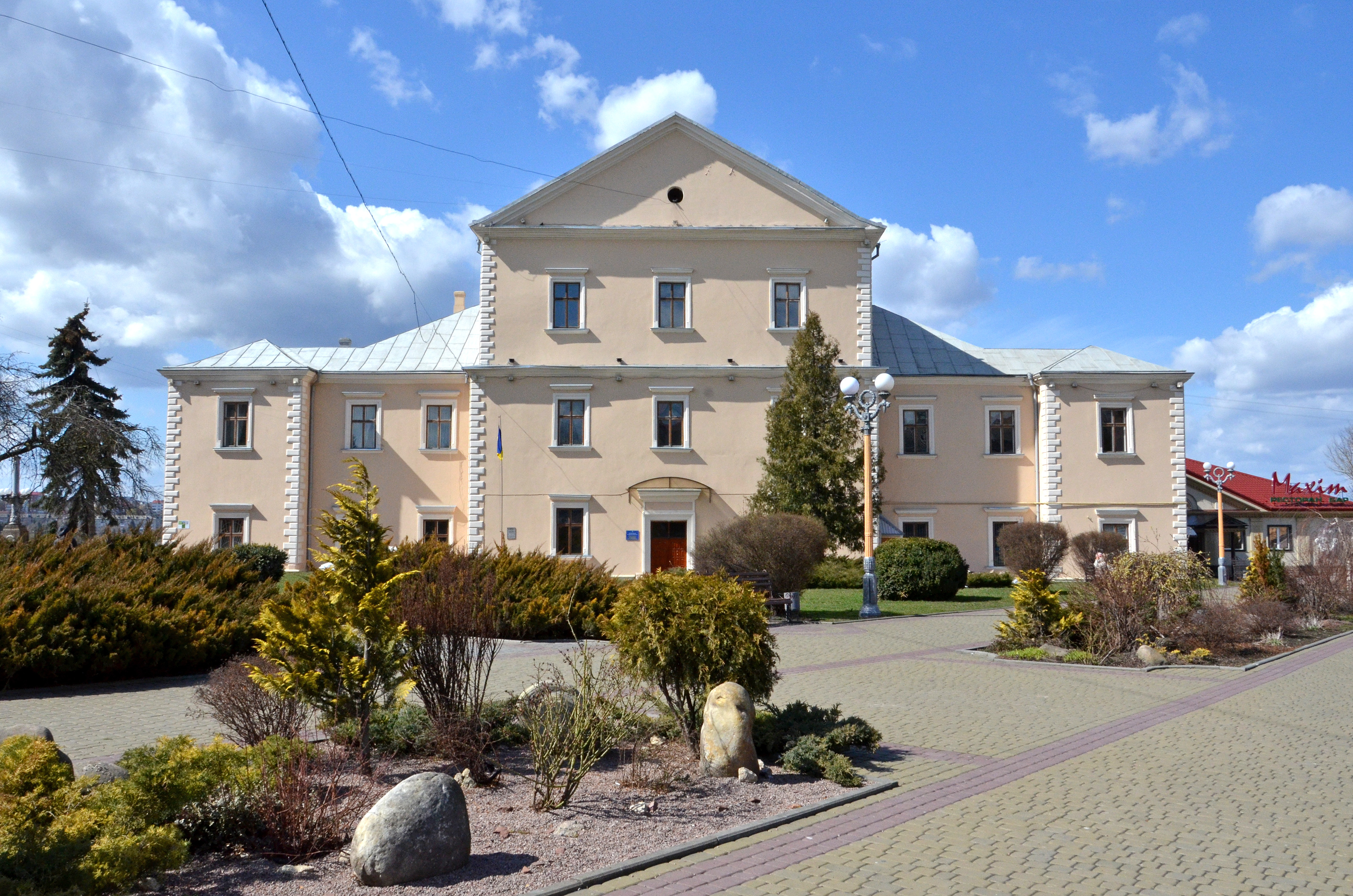
Castelo Tarnowski, Ostrogski, Zamoyski e Sobieski
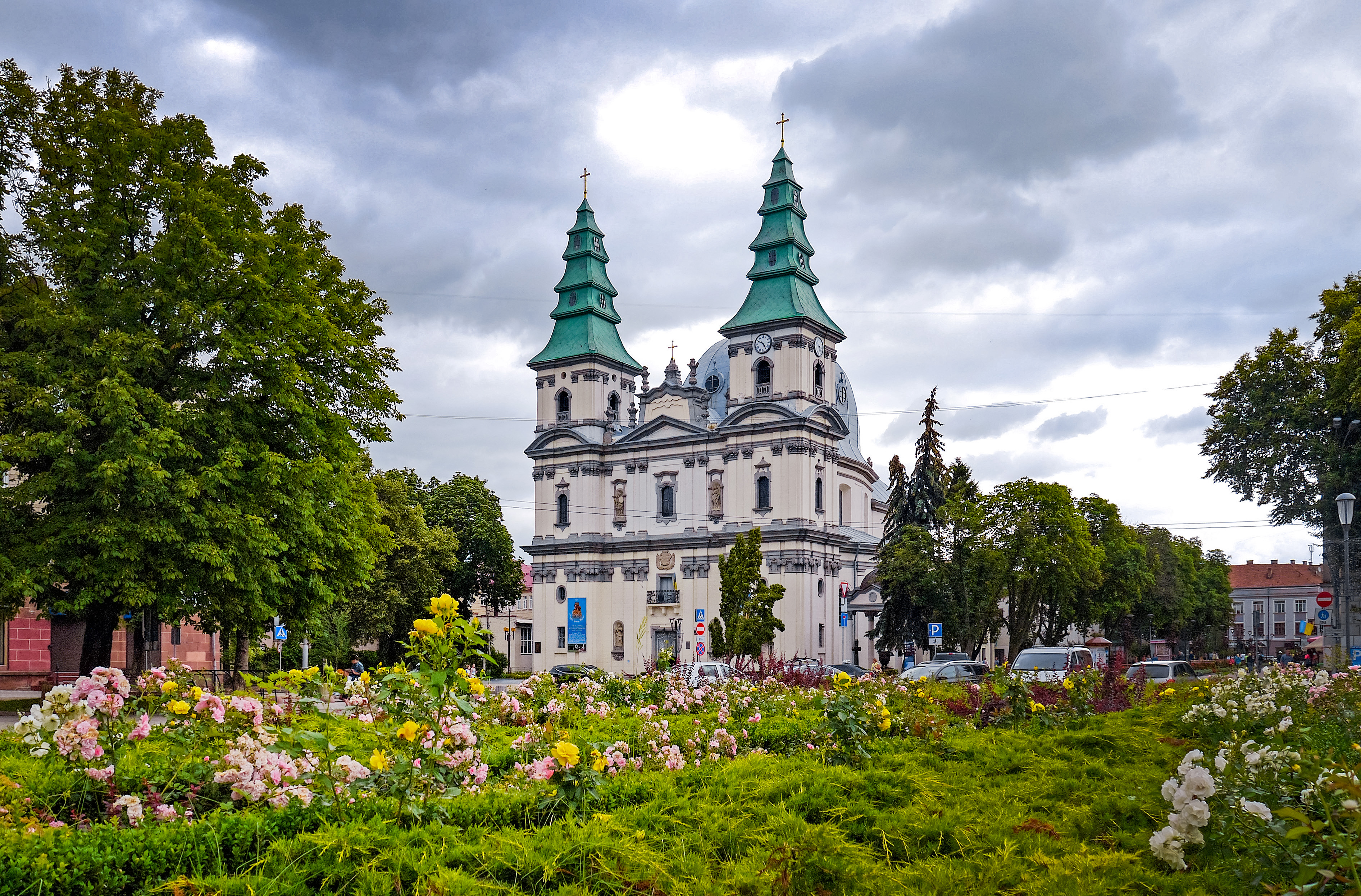
Antiga igreja dominicana
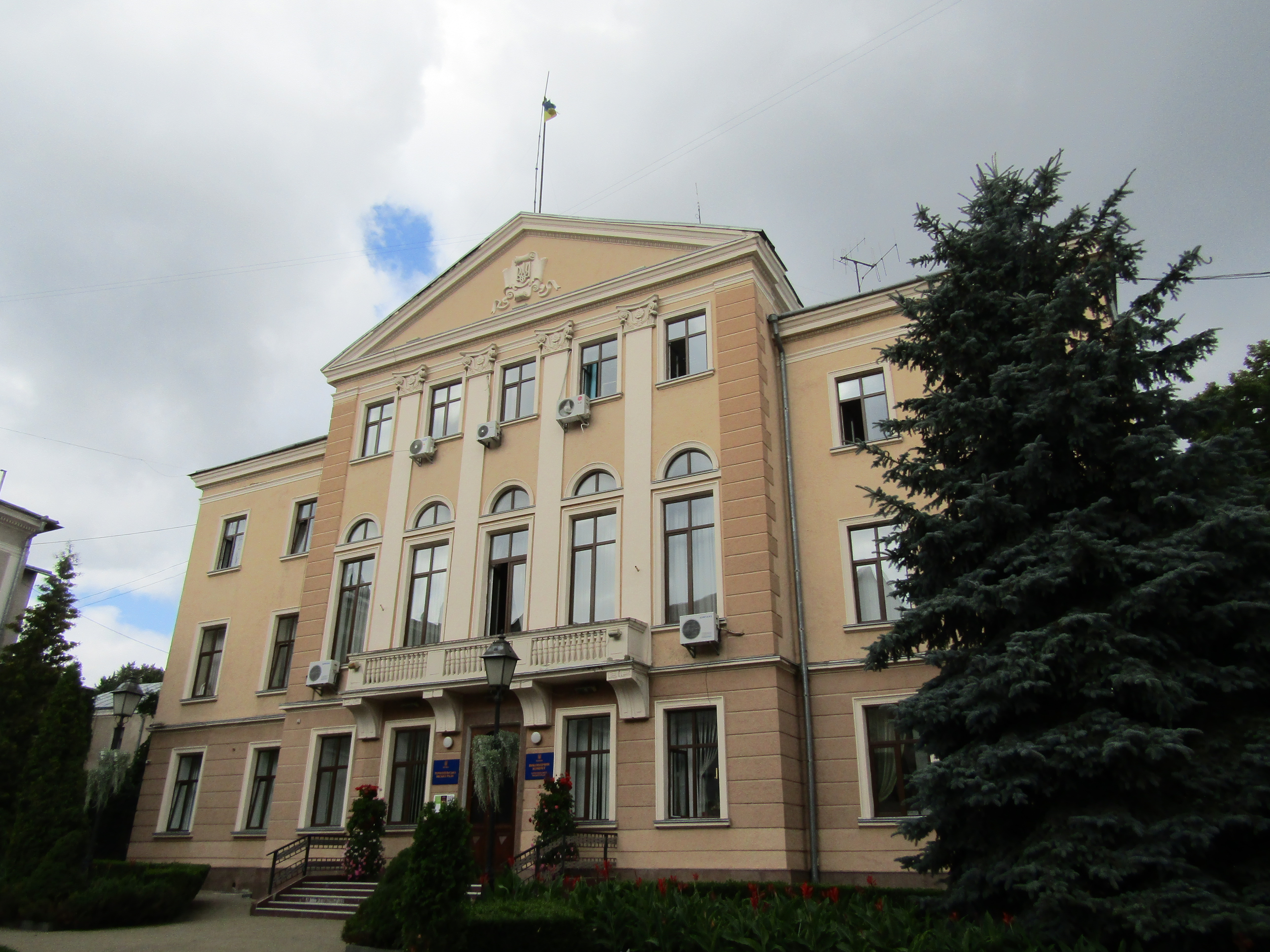
Câmara Municipal
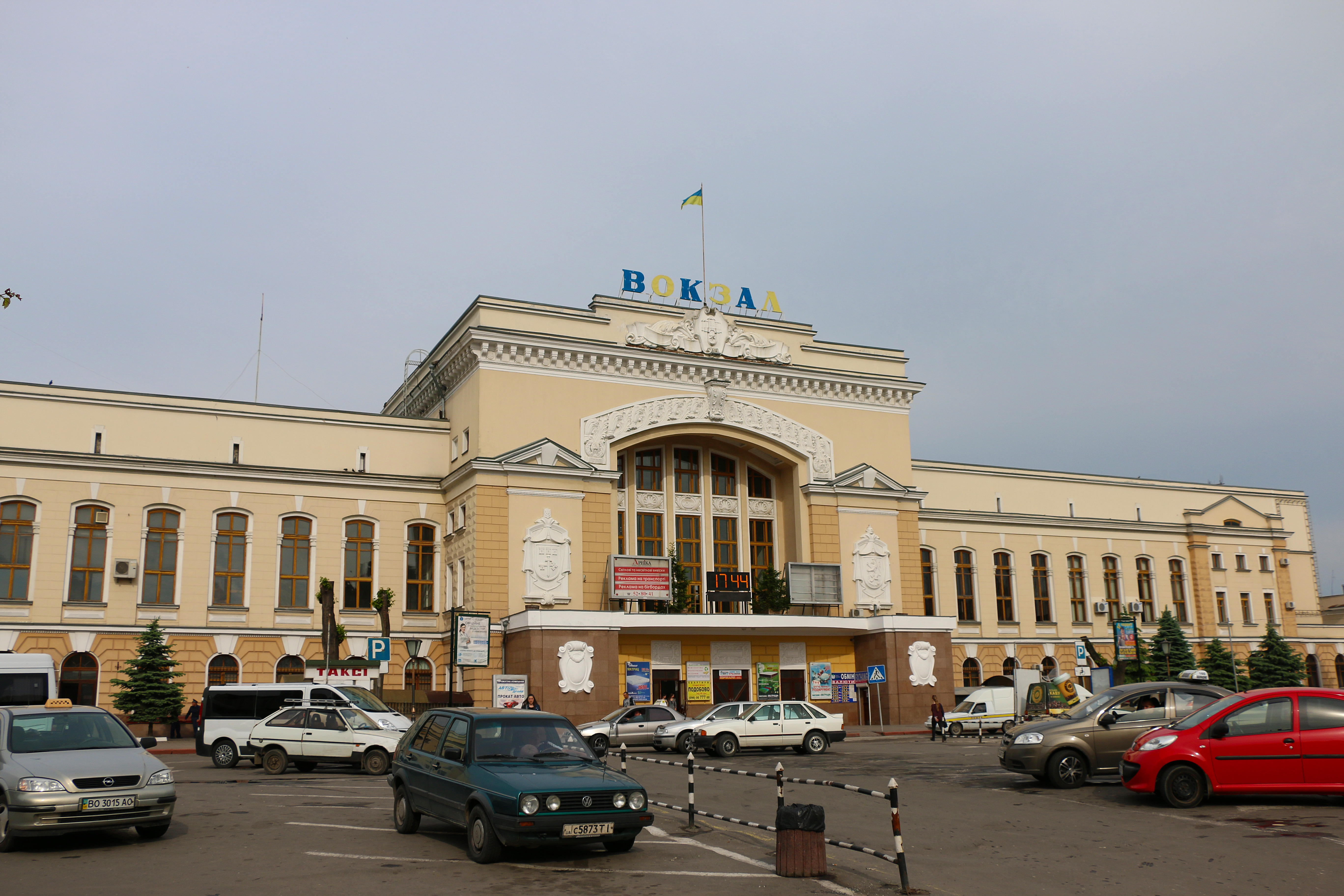
Estação Ferroviária